# Ugo Ceresa
Ugo Ceresa (Casale Monferrato, 5 febbraio 1915 – Casale Monferrato, 2 ottobre 1990) è stato un calciatore italiano, di ruolo portiere.

## Carriera
Giocò in Serie A con l'Alessandria, dove arrivò con il concittadino e compagno di squadra Francesco Ferrero, quindi passò alla Roma e successivamente alla SPAL in Serie B.